# Овчаров Володимир Васильович
Овчаров Володимир Васильович — доктор технічних наук, професор, завідувач кафедри теоретичної і загальної електротехніки Таврійського державного агротехнологічного університету (1994—2016 рр.).

## Біографія
Майбутній доктор технічних наук, розпочав свою трудову діяльність на Мелітопольському заводі продовольчого машинобудування на посаді інженера-конструктора у 1959 році, після закінчення з відзнакою Мелітопольського інституту механізації сільського господарства.
З 1960 р. до 1970 рр. працював головним енергетиком Мелітопольського компресорного заводу.
Працюючи на виробництві, Володимир Васильович у 1964 році вступає на заочну форму навчання до Запорізького машинобудівного інституту за спеціальністю «Електропостачання промислових підприємств, міст та сільського господарства», який закінчує з відзнакою у 1967 році.
У 1970 році поступив до заочної аспірантури Московського енергетичного інституту, де і захистив в 1973 році кандидатську дисертацію.
В 1974 році Володимир Васильович продовжив свою трудову діяльність у Мелітопольському інституті механізації сільського господарства. Спочатку на посаді старшого викладача кафедри теоретичної і загальної електротехніки. З 1975 року Володимир Васильович доцент цієї кафедри, а з 1976 року — завідувач кафедри застосування електричної енергії в сільському господарстві.
З 1978 році В. В. Овчарова — декан факультету електрифікації сільського господарства.
У 1984 року керівництво МІМСГу призначає його проректором з навчальної роботи. На цій посаді Володимир Васильович працював до 1994 року.
1991 рік — новий науковий рубіж ювіляра. В цьому році він захищає докторську дисертацію у спеціалізованій вченій раді Челябінського інституту механізації і електрифікації сільського господарства. І в тому ж році йому присвоєне вчене звання професора.
З 1994 р. до 2016 р. Володимир Васильович Овчаров працював завідувачем кафедри теоретичної і загальної електротехніки. У 1995 році його обрано академіком аграрного відділення Академії наук вищої школи України, у 2000 році призначено експертом Вищої атестаційної комісії України, де він працював до 2006 року.
Очолював науковий відділ електрифікації та автоматизації сільськогосподарського виробництва науково-дослідного інституту механізації землеробства півдня України Таврійського державного агротехнологічного університету, був керівником науково-дослідної підпрограми «Технічний сервіс електрообладнання та ресурсоенергозбереження». Працював заступником голови спеціалізованої вченої ради Таврійського державного агротехнологічного університету. Ним розроблена та впроваджена в навчальний процес система фундаментальної та прагматичної підготовки студентів вищого навчального закладу згідно з вимогами Болонської системи, а також комп'ютеризована система дистанційного навчання. Створено центр практичної підготовки майбутніх спеціалістів.
Помер Володимир Васильович Овчаров 14 вересня 2016 року.

## Нагороди
За сумлінну працю В. В. Овчарову оголошено шістдесят чотири подяки. Він нагороджений медаллю «За доблесну працю» (1970 р.), Почесною грамотою Президії Верховної Ради України (1982 р.), трудовою відзнакою «Знак пошани» (2006 р.).